# Kate Aldrich
Kate Aldrich (* 31. října 1973 Damariscotta, Maine, USA) je americká operní pěvkyně. Je držitelkou Ceny Thálie v oboru opera za rok 2006 a Ceny Alfréda Radoka.

## Život
Kate Aldrich se narodila do musicírské rodiny v americkém státě Maine v městečku Damariscotta. V roce 1992 vystudovala Lincoln Academy a když jí bylo nabídnuto stipendium na Ithaca College, rozhodla zde studovat hudební obor. Právě tam se projevil talent pro klasický hlasový projev. Následně pokračovala v magisterském studiu na Manhattan School of Music a po absolvování začala zpívat v opeře. V roce 2000 debutovala ve Veronské aréně jako sólistka v roli Preziosilly v opeře Síla osudu, kde se další rok vrátila jako Fenena v Nabucco. Po těchto rolích následovala řada vystoupení na prestižních amerických i evropských operních jevištích v městech Düsseldorfu a Duisburgu, Turínu, Hamburku, Modeně, Římě, Neapoli, Florencii, Miláně, Ravenně. V roce 2001 se v příležitosti stého výročí úmrtí Giuseppa Verdi představila v italském Busettu v roli Amneris v opeře Aida.  Je také známá v roli Carmen v Bizetově opeře Carmen, s kterou vystupovala v San Francisku, Mnichově, Berlíně, New Yorku, Curychu, Drážďanech, Tokiu a na řadech dalších operních scénách.
Za rok 2006 obdržela Cenu Thálie v oboru opera za ztvárnění role Sixtus v opeře La clemenza di Tito v Národním divadle v Praze. Za tutéž roli obdržela i Cenu Alfréda Radoka.